# Zipoetes lineatus
Zipoetes lineatus är en skalbaggsart som först beskrevs av William Lucas Distant 1898.  Zipoetes lineatus ingår i släktet Zipoetes och familjen långhorningar. Inga underarter finns listade i Catalogue of Life.